# Dealu Mare (okręg Bacău)
Dealu Mare – wieś w Rumunii, w okręgu Bacău, w gminie Măgura. W 2011 roku liczyła 896 mieszkańców.